# Marianna Mattiocco
Anna Maria Antonietta Mattiocco, nota come Marianna Russell (Cassino, 2 giugno 1865 – Parigi, 30 marzo 1908), è stata una modella italiana e moglie del pittore John Peter Russell.

## Biografia
Nata il 2 giugno 1865 a Cassino, nella Terra di Lavoro, Marianna Mattiocco incontra a Parigi nel 1884 il pittore australiano John Peter Russell. Divenne sua compagna e modella. Dopo la nascita dei due figli, John sposa Marianna a Parigi (al 18º arrondissement) nel 1888.
Claude Monet vanta la sua bellezza. Marianna é più volte modella di Auguste Rodin: nel 1888 realizza un busto in argento, studio busto di Mrs Russell (1890), e Pallas al Partenone, Minerva, Cerere, nel 1896 specialmente. A volte e indicata come modella con il nome di Marianna Mattiocco della Torre. Modella di Harry Bates e Carolus Duran, posa anche come Giovanna d'Arco di Fremiet nella versione installata nel 1889.
John e Marianna si trasferirono a Belle-Île nel 1888 nella grande casa costruita nei pressi di Goulphar, dove ricevono molti artisti e amici. Una lunga amicizia unisce Auguste Rodin e la famiglia Russell. La loro figlia Jeanne e i loro cinque figli Sandro, Cedric, Alain, Lionel e Siward crescono sull'isola.
Marianna Russell morì a Parigi all'età di 42 anni. Secondo la sua volontà fu sepolta a Bangor (Belle-Île-en-Mer).